# Пахлеванян, Вардан
Варда́н Пахлеваня́н (арм. Վարդան Փահլեվանյան; 27 февраля 1988, Ереван, Армянская ССР, СССР) — армянский легкоатлет специализирующийся на прыжках в длину. Многократный чемпион Армении. Участник олимпийских игр 2012 года. Мастер спорта международного класса.

## Биография
Вардан Пахлеванян родился 27 февраля 1988 года в столице Армянской ССР городе Ереване. Профессиональным спортом начал заниматься с 10 лет. До этого с 5 лет посещал секцию гимнастики, потом попробовал свои силы в плавании. Тренировался в спортивной школе «Спартак». Первые успехи пришли к армянскому спортсмену в 2009 году, когда он стал победителем командного чемпионата Европы в третьем дивизионе. Спустя два года на аналогичном первенстве в Исландии, он также, в командном первенстве выиграл золотую медаль. В этом же 2011 году, он принял участие в зимнем чемпионате Европы в Париже, где заняв в квалификации 12-е место, занял итоговое 21-е место. Летом 2011 года, Пахлеванян выиграл золотую медаль на панармянских играх. В 2012 году, с результатом 8.12 м, стал победителем открытого первенства Тбилиси. Как результат, превысив на 2 см необходимый для участия в Олимпиаде результат, он отабрался на игры. В Лондоне, на Олимпийских играх, выступил неудачно. Пахлеванян не попав в финал, занял 40 место.

## Прогресс по годам
| Сезон | Результат | Место установления | Дата установления |
| ----- | --------- | ------------------ | ----------------- |
| 2011  | 8.00      | Арташат            | 19.08.2011        |
| 2012  | 8.20      | Арташат            | 06.07.2012        |

## Результаты
| Год  | Соревнование                             | Место проведения       | Место                     | Результат | Примечание       |
| ---- | ---------------------------------------- | ---------------------- | ------------------------- | --------- | ---------------- |
| 2011 | 31-й Зимний чемпионат по легкой атлетике | Париж, Франция         | 12-е место в квалификации | 7.43      | не вышел в финал |
| 2012 | 21-й чемпионат по легкой атлетике        | Хельсинки; Финляндия   | 11-е место в квалификации | 7.67      | не вышел в финал |
| 2012 | Олимпийские игры                         | Лондон; Великобритания | 40                        | 6.55      | не вышел в финал |

## Достижения
- 2009 — Победитель командного чемпионата Европы третьего дивизиона
- 2011 — Победитель командного чемпионата Европы третьего дивизиона
- 2011 — Победитель розыгрыша призов рекордсмена Европы в прыжках в длину (8.86 м), чемпиона Европы Роберта Эммияна
- 2011 — Победитель Панармянских игр.
- 2012 — На открытом первенстве в Тбилиси выиграл золотую медаль.